# Petra Štolbová
Petra Štolbová, née le 29 juin 2001 à Prague, est une taekwondoïste tchèque, vice-championne du monde de taekwondo en 2021.

## Biographie
Petra Štolbová est médaillée d'argent dans la catégorie des moins de 62 kg aux Championnats du monde féminins de taekwondo 2021 à Riyad, s'inclinant en finale face à la Brésilienne Caroline Santos.
Lors des Championnats d'Europe 2022 à Manchester, elle remporte la médaille d'argent dans la catégorie des moins de 62 kg. Lors des Championnats d'Europe 2024 à Belgrade, elle remporte la médaille de bronze dans la catégorie des moins de 62 kg.